# Giuseppe Guerini
Giuseppe Guerini (født 14. februar 1970 i Gazzaniga, Italien) var en professionel landevejscykelrytter. Fra 1999 cyklede han for det tyske T-Mobile Team. Han blev hentet til holdet for at være hjælperytter for Jan Ullrich. I 1997 og 1998 kom han på tredjepladsen i Giro d'Italia.
Guerini huskes specielt for sammenstødet med en tilskuer, da han var alene i udbrud under Tour de France i 1999 og blev væltet lige før målstregen på L'Alpe d'Huez. Til trods for han blev væltet, fortsatte Guerini for at beholde forspringet, som han havde oparbejdedet sig, helt til mål. Først seks år senere, i Tour de France 2005, lykkes det ham at vinde yderligere en etape, på den 19. etape.

## Etapesejre iTour de France
- 1999: 10. etape fra Sestrières til L'Alpe d'Huez.
- 2005: 19. etape fra Issoire til Le Puy-en-Velay.